# 鲁 (龙)
鲁（藏語：ཀླུ，威利转写：klu，THL：lü），或半音半意译云鲁龙，是藏族文化中的龙神。在苯教传说中，鲁龙居住在五個方向的山林池澤中，其中有善類，帶來豐收和幸福，也有惡類，帶來疾疫和災難；魯龙是重要的水界神靈，传说作为天神之子的吐蕃王赞普，最初皆与龙女或神女婚配；佛教傳入藏地後，魯龙和印度文化中的那伽神龍（蛇龍類神獸）等同起來。考古認為魯龙文化的起源非常久遠，可能是漢藏民族的共同信仰，在纳西、彝、傈僳等其他民族中都有流传，和汉地的龙文化也可能同源。

## 沿革

### 原始時期
根據對遺跡、壁畫和史料記載等的考古研究，推断“魯”龍神崇拜起源於吐蕃以前的原始社會。早期的鲁龙形象复杂多变，可以附身或化身爲水生動物，沒有固定的形象，甚至可以泛指魚、蝦、蛙、蛇、蝎、蟹等。牠們能帶來420多種疾病，如瘟疫、梅毒、傷寒、天花、麻風等，藏人稱之為“龍病”。在近代的川西南藏区仍流传着“亵渎了水中的神灵，身上就会起水泡、长脓疮”的说法，是“龙病”观点的遗留。

### 苯教時期
在苯教经过辛饶米沃祖师的改革而进入恰苯时期後，鲁龙被作为重要的神祇加以供奉，其形象演變為多種動物的綜合。苯教《大品黑白花濟龍經》（《十万龙经》）記載，龍神有人身、馬頭，或蛇頭、虎頭、熊頭、鼠頭、羊頭、牛頭、豹頭、豕頭、鹿頭、狼頭、孔雀頭等等不同形象，且都有蛇尾或魚尾。這與漢地龍形象的演變頗有相近之處，即“九擬”理論——角似鹿（最初漢地龍沒有角）、頭似駝、眼似兔、項似蛇、腹似蜃、鱗似魚、爪似鷹、掌似虎、身如牛。此時期，魯龍的故事也在原始傳說基礎上豐富而具體起來。如苯教经典《花黑白十万龙经》（简称《十万龙经》，也稱《十二萬龍經》）中寫道，魯龍是世界誕生之母，故稱“龍母”，它們居住在水域中，或山林中，也說住在海底龍宮，守护着无数财宝。藏学家海爾姆特·霍夫曼在《西藏的宗教》一书中写道：“这些龙的最初的住所是河和湖，甚至是些井；他们在水底有家，守卫着秘密的财富。有一本苯教著作上说，龙住在一种奇怪的山尖上，在黑岩石上，它的峰顶像黑乌鸦的头一样，也住在像猪鼻子似的坟堆上，像卧牛山上，也住在柏桦树和雲杉上，也住在双山、双石和双冰川上。”在與藏族苯教有歷史淵源的納西族东巴教中，也有類似傳說。东巴教经典《东巴经》說，世界最早上生存著龍與人的祖先，他们是同父異母的兄弟。在藏族及周邊民族的英雄史詩《格薩爾王》（蒙古族稱之爲《格斯爾王》）中，魯龍的形象已經高度神格化，其〈誕生篇〉說：格薩爾有一兄、一弟、一妹；弟名叫魯竹奧瓊，“魯”和“竹”就是龍和蛇的意思，傳說他蛇首人身，統帥魯龍部族。不過因為後世流傳的《格薩爾王》的內容既包含了典型的薩滿信仰，也有較多佛教內容，如稱金翅鳥（藏族本土的大鵬金翅鳥叫“瓊”，佛教傳入後等同於印度文化中的迦樓羅金翅鳥）會捕食魯龍是來自佛教神話，顯然反映了苯教或薩滿教在抗爭外來佛教文化時也吸收和融合了的佛教內容，故不敢肯定魯龍傳說在佛教傳入前的面貌。
這一時期，魯龍有了方位的概念，和道教的五方龍王類似，苯教也認為在東南西北中五個方位各有龍神部族鎮守，東部嘉讓（甲仁），南部解讓（吉尔让），西部莽讓（芒仁），北部章賽讓（壮色仁），中部得巴讓（毒巴仁）。其中嘉讓是善神，給人類帶來幸福，莽讓是兇神，帶來瘟疫、疾病、災難，其他三類魯龍則性無定，高興時帶來幸福，氣憤時帶來禍亂，這就給“龍病”的來源賦予了新的解釋。同時，苯教還認為有一種叫“恰布”（恰柏）的龍神，管理著世間的雨、雪、雷電等的施降；“僧波”（松崩）龙神，主管各种“龙病”；“却热”（曲日）、“俄本”龙神，则主管饑饉、爭戰；還有“噶波”、“寧噶”（年噶）龍神主管人類的正直心，等等。藏學家丹珠昂奔教授認為，魯龍神的“善”的品質在苯教教義發展中得到提升，是與吐蕃王族的神化背景相聯繫的。

### 佛教時期

#### 與那伽神龍的關係
佛教大規模傳入藏地後，隨著佛教一起傳入的還有印度神話中的各種精怪，那伽就是其中之一。那伽原本是一類大蛇神，這個詞也可以指大象或鯨魚，暗指那伽族的形象可能在蛇的基礎上吸收了象、魚。那伽居住在水域中，在大海中有龍宮，不同的那伽有不同的神通特點，而主管行雲佈雨的是娑竭羅龍王，直譯即海龍王，也就是道教文化中的東海龍王的原型。
那伽传入汉地後，因居住在水域、帶來降雨的特徵和本土的龙类同，故将那伽翻译爲神龙、龙；藏地与之类似，亦将鲁龙比附为那伽。当然，藏族、汉族、印度的十二生肖明显同源，而汉藏生肖中的龙与印度的那伽相对应，也有人认为这是这一类精怪生物或图腾在不同文化系统中的不同表现，故本身或许具有同源性。
隨著藏傳佛教的興起，龍神的概念出現了質的變化。按照佛教的說法，這些魯龍神被蓮花生大士通過咒術、神通降服後，奉持佛法，護佑佛教的興盛和信徒的平安，從而成為佛教的護法神。另一方面，在苯教的文獻中，不僅龍神，其他內容也多少夾雜著佛教的世界觀和術語，而藏傳佛教的神話傳說中不時見到苯教的神祇和故事情節。這些現象反映了佛教、苯教相互鬥爭又相互融合的歷史。
“龙病”的说法在此时也叫做了“那伽病”，因那伽形象起源于蛇，那伽也被认为有毒，龙病也就说成了是那伽的毒气所致。

#### 八大龍王
藏傳佛教密宗傳承了印度佛教，也講有八大龍王，即八位大那伽王。如廣財龍王，即婆蘇吉龍王，是印度神話中那伽族的長老王者；力游龙王，即娑竭罗龙王，在漢族道教文化中，祂生活在東海龍宮，而在藏族文化中卻流傳著祂居住在瑪旁雍錯湖中的說法。

## 祭祀
因为鲁龙与龙病、降雨、财富有着紧密关联，故藏民会围绕着这些主题进行祭祀。

### 祛病
祭祀鲁龙神的场所通常在湖、河、溪、池等水域，祭品也是鱼虾喜爱的食物，如芝麻、畜肉、酥油、奶製品等，或藏红花、仙人掌、肉豆蔻、芫荽等藥材，这些祭品被称为“龙药”，表示可以治療“龙病”。早期的藏民会通过祭祀仪式，来治疗瘟疫疾病，即所谓的“龙病”。出于对鲁龙的敬畏，藏民会禁止向水域倾倒污秽物，禁止捕食鱼、虾、蟹、蛙等作为鲁龙化身或眷属的水生动物。

### 求雨
藏區求雨祭祀有民間和苯教法事兩種。
民間祭祀以冕寧為例。在藏曆的三月初六，四川冕宁藏区的藏民会举行名为“竹木惹”（谢水节）的求雨仪式。他们用糌粑捏成蛙、蛇等形象，一边唸咒，一边放入水中。
而苯教巫師的祭祀儀式則要複雜的多。“求雨的苯教巫師，身著藍色法衣，手拿藍色法幢，兩腿也要染成藍色，然後獻上藍色供品，據說管理閃電、雷鳴、將於的龍神恰帕（恰柏）等生活在藍色的江河與大海中，喜歡藍色。開始求雨時，巫師從龍神居住的泉水中取出九勺水，分別放入九個藍色的瓶中，將瓶放在泉水的四周，然後開始煨桑。當桑煙滾滾升起之時，巫師手拿龍神最喜歡的黑、白芥子，呼喚龍神的名諱。”“便跪下分別向東、南、西、北四方叩頭和吹氣。叩完頭，巫師立起身來，隨即把白、黑二種芥子撒入泉中，並把那放於泉旁的九個瓶子所盛之水，全部潑傾於泉中。”

### 求财
《十万龙经》中说王族龙王（六族龙王之首）居住在海底一座巨大的蓝色龙宫，其由玛瑙、金砖、青金石等宝物砌成。据说位于西藏阿里的圣湖玛旁雍错湖中有广财龙王的龙宫，聚集着世间的财宝，故人们会通过祭祀广财龙王的仪式来求取發财。廣財龍王即佛教八大龍王中的婆蘇吉（又譯作和修吉）九頭龍王。

## 影響

### 祭龍節與祭雨
魯龍崇拜不僅在藏民當中可以見到，在周邊的諸多民族也有相同的祭祀節日，稱爲“祭龍節”。如水族、壯族、納西族、彝族、白族、傈僳族等。這些民族的祭龍節與佛教僧侶密勒日巴尊者擊退在龍潭作亂的毒龍，治理水患有關。
漢藏民族藏緬語族一系的普米族也有與藏民類似的求雨祭祀。據《宗教詞典》：
|  | 普米族每家都有自己的“龙潭”（亦称“灵泉”）。地点大都在深山密林中或山涧峡谷上。蓝坪普米族在正二月间举行，宁蒗普米族在三七月举行。届时全家都到龙潭附近歇宿三日，用木棍、木板搭成高台，称为“龙塔”，意为龙王的水晶宫殿。塔前竖百尺标竿，称为“尼答”，扬挂七个用鸡毛麻线拧成的七角形斗架，作为龙神住札之所。祭祷时将酒、牛奶、酥油、乳饼、茶叶、鸡蛋等祭品供于龙塔上，师毕（巫师）登坛念经，祷告龙神，保佑人畜两旺，风调雨顺，五谷免遭风袭水淹，早时惠施甘霖。祝毕，将涂有酥油的五十个面偶，全部投入龙潭，表示敬送龙神。 |

### 文学戏剧作品
在藏戲（藏劇）《諾桑》中，北國國王昏庸無道，逼得龍神搬遷至瑪旁雍錯湖，引起北國風雨失調，災荒遍起。北國國王乃命巫師請回龍神，但巫師卻採取了往湖中投擲污穢物的方式，使得龍神不堪其擾，求助於漁夫。最終漁夫趕走了巫師，并得到了龍神的謝禮。
在《格薩爾》史詩裡，格薩爾的王妃名叫“珠牡”，直譯則是“龍女”，她屬於龍族，需要吃蛙肉來保持美麗。

### 寺院
藏傳佛教寺院中，會在屋頂雕刻龍神的形象，和漢族的龍形象十分相似。
在佛教化的苯教寺院裡，也能見到龍神的形象。如阿里札达县的苯教寺庙谅鲁寺的经堂內就塑有一条龙，形狀似蛇。
這種和漢族龍形象的雷同，也許是由于受漢族文化的影響。